# Liste der Naturdenkmale im Landkreis Saarlouis
Die Liste der Naturdenkmale im Landkreis Saarlouis nennt die Listen der im Landkreis Saarlouis im Saarland gelegenen Naturdenkmale.
| Ort                 | Liste                                          |
| ------------------- | ---------------------------------------------- |
| Bous (Saar)         | kein Naturdenkmal                              |
| Dillingen/Saar      | Liste der Naturdenkmale in Dillingen/Saar      |
| Ensdorf (Saar)      | kein Naturdenkmal                              |
| Lebach              | Liste der Naturdenkmale in Lebach              |
| Nalbach             | Liste der Naturdenkmale in Nalbach             |
| Rehlingen-Siersburg | Liste der Naturdenkmale in Rehlingen-Siersburg |
| Saarlouis           | Liste der Naturdenkmale in Saarlouis           |
| Saarwellingen       | Liste der Naturdenkmale in Saarwellingen       |
| Schmelz (Saar)      | Liste der Naturdenkmale in Schmelz (Saar)      |
| Schwalbach (Saar)   | Liste der Naturdenkmale in Schwalbach (Saar)   |
| Überherrn           | Liste der Naturdenkmale in Überherrn           |
| Wadgassen           | kein Naturdenkmal                              |
| Wallerfangen        | Liste der Naturdenkmale in Wallerfangen        |